# Point Verde
Point Verde is een plaats (settlement) in de Canadese provincie Newfoundland en Labrador. Het dorp bevindt zich in het zuidoosten van het eiland Newfoundland.

## Geografie
Point Verde bevindt zich nabij de westkust van Avalon, het zuidoostelijke schiereiland van Newfoundland. De plaats is een lintdorp langs provinciale route 100. Net ten westen van het dorp liggen de Point Verde Pond en The Downs, twee strandmeren. Aan de andere kant van beide lagunes ligt de kaap Point Verde, die de overgang van de Placentia Road in de Placentia Bay aangeeft, met bijhorende vuurtoren.
De gemeentevrije plaats wordt beschouwd als noordelijkste nederzetting van de kustregio Cape Shore. Ze ligt anderhalve kilometer ten zuidwesten van het dorp Placentia en sluit in het oosten aan op de buurt Southeast Placentia. Zo'n 6 km naar het zuiden toe ligt het gehucht Little Barasway.

## Demografie
Demografisch gezien kent Point Verde, net zoals de meeste plaatsen op Newfoundland, een dalende langetermijntrend. Tussen 1991 en 2021 daalde de bevolkingsomvang van 324 naar 200. Dat komt neer op een daling van 124 inwoners (-38%) in dertig jaar tijd.
| Demografische ontwikkeling van Point Verde tussen 1991 en 2021 |
| -------------------------------------------------------------- |
|                                                                |
| Bron: 1991–1996, 2001–2006, 2011–2016, 2021                    |